# Giovinezza

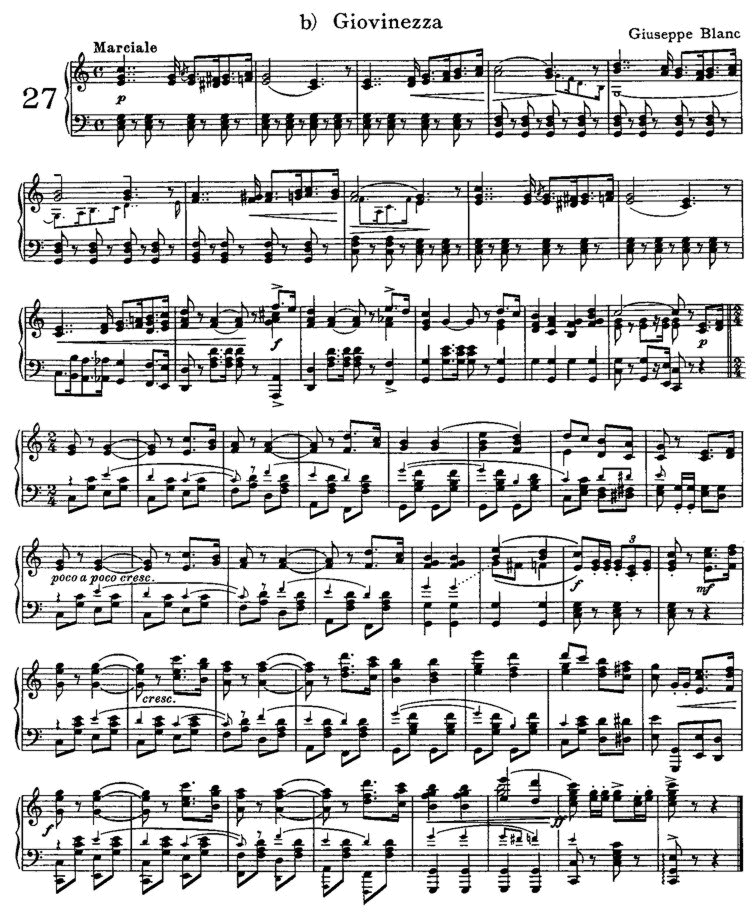
Giovinezza

Giovinezza var det italienska Nationella fascistpartiets kampsång från 1920-talet. Den fungerade som Italiens inofficiella nationalsång från 1922 till 1943.
Ursprungligen hade sången titeln “Il Commiato” och skrevs år 1909 i Turin som en studentesk avskedssång till universitetsstudier, med musik av Giuseppe Blanc och text av Nino Oxilia. Under de kommande åren spred sången sig utanför studentsfären och under första världskriget introducerades den bland militärer i det italienska specialförbandet Arditi.
Texten skrevs om ett flertal gånger och fick även den nya titeln “Giovinezza“.
Efter första världskrigets slut var det ett flertal av arditisoldaterna som gick in i det som senare skulle bli det Nationella fascistpartiet och 1921 trycks ett partitur för sång och piano med titeln Canto dei fascisti. Inno ufficiale (Giovinezza, giovinezza primavera di bellezza...).
Sången blir partiets kampsång och 1925, med ännu en omskrivning av texten på uppdrag av Benito Mussolini, blir den en inofficiell nationalsång som alltid spelades tillsammans med den officiella nationalsången Marcia Reale. Men när Italien led stora nederlag i andra världskriget slutade sången att spelas 1943 vid offentliga sammanhang.

## Italiensk Sångtext
1
Salve o popolo di eroi,
salve o Patria immortale,
son rinati i figli tuoi
con la fe' nell'ideale.
Il valor dei tuoi guerrieri,
la virtù dei pionieri,
la vision dell'Alighieri,
oggi brilla in tutti i cuor.
Kör
Giovinezza, Giovinezza,
Primavera di bellezza,
della vita nell'asprezza
il tuo canto squilla e va!
Per Benito Mussolini,
Eja eja alalà.
Per la nostra Patria bella,
Eja eja alalà.
2
Nell'Italia nei confini,
son rifatti gli Italiani,
li ha rifatti Mussolini
per la guerra di domani.
Per la gloria del lavoro,
per la pace e per l'alloro,
per la gogna di coloro
che la Patria rinnegar.
3
I poeti e gli artigiani,
i signori e i contadini,
con orgoglio d'Italiani
giuran fede a Mussolini.
Non v'è povero quartiere,
che non mandi le sue schiere,
che non spieghi le bandiere
del Fascismo redentor.

## Svensk version "Unga viljor"
Fascisten och partiledaren för den Nysvenska rörelsen Per Engdahl lät översätta Giovinezza till svenska under titeln "Unga Viljor". Denna version har bland annat sjungits in av Jazzmusikern Hans Carling.

1
Genom faror, genom strider
Går vår marsch mot nya tider.
Allting skall vi övervinna,
redo vågo, redo brinna.
Seger sist för idealen,
som vi trott på, som vi stritt för,
och den djärva startsignalen
för vårt nya broderskap.
Kör
Unga viljor, er i spåren
följer skönheten och våren,
frihetsrusig, ädelboren,
vår förbrödrings jubelår.
Unga viljor, er i spåren
följer skönheten och våren,
frihetsrusig, ädelboren,
vår förbrödrings jubelår.